# 하이난 항공
하이난 항공(중국어: 海南航空, 병음: Hǎi nán háng kōng, 영어: Hainan Airlines)은 중국 하이난성에 기반을 두고 있는 항공사다. 이 회사는 국제, 국내, 지역 항공 노선을 운항하고 있는 중국의 메이저 항공사이며 5성급 항공사이다.
중국 지방 항공사로 출발한 HNA는 2015년부터 2017년 상반기까지 공격적으로 해외 기업을 인수하였고 주요 M&A만 80여 건에 달했다.
그러나 금융당국이 자금줄을 조이면서 유동성 위기에 몰리면서 2018년, 해외에 보유한 자산을 서둘러 매각하고 있는데 당시 하이난 항공의 총 부채는 1조 위안(약 170조원)에 달하였고 모기업인 HNA그룹은 2018년 말까지 전체 고용 인력의 25%에 해당하는 10만 명을 감축하였으며 이는 세계를 통틀어 개별 기업이 단행하는 인력 구조조정으로는 역대 최대 규모다.
하이난 항공은 여러 계열사들을 두고 있으나, 그 중 저비용 항공사인 홍콩 익스프레스 항공은 경영난으로 2019년 캐세이퍼시픽 항공에 매각했다.

## 회사
중국의 대형 항공사 중 하나. 본사는 하이난성 성도 하이커우시에 있다.
보통 하이난 항공이라고 불린다
하이난 항공(중국어: 海南航空, 병음: Hǎi nán háng kōng, 영어: Hainan Airlines)은 중국 하이난성에 기반을 두고 있는 항공사다. 하이난 항공은 창립 이래 수년 동안 우수한 안전 기록을 유지해 왔으며 중국 민간 항공 안전 생산을위한 "골든 이글 컵"과 "진펑 컵"을 여러 번 수상했으며 2008 년과 2011 년 중국 민간 항공국에서 발행 한 "민간 항공 비행 안전 10 성급 상"과 "민간 항공 비행 안전 28 성급 상"을 수상했다. 하이난 항공은 2009년 연속 "Passenger Talk Civil Aviation" 사용자 만족도 품질상을 수상했다.

## 연혁
- 1989년 : 하이난 항공의 전신인 하이난 항공공사를 설립한다.
- 1993년 1월 : 하이난 항공 공사를 주식회사로 전환
- 1993년 5월 2일 : 하이커우 ~ 베이징 노선을 취항하면서, 정식 영업 개시. 자본금은 7억 3,000만위안.
- 1996년 11월 12일 : 하이난 항공 유한회사로 개칭한다.
- 1997년 6월 : 상하이 증권 거래소(B주)에 상장한다.
- 1999년 11월 : 상하이 증권 거래소(A주)에 상장한다.
- 2000년 8월 30일 : 장안 항공 주식 86%를 인수, 사실상 자회사로 편입
- 2001년 7월 7일 : 경영 난에 빠져 있던 산서 항공에 경제 원조를 실시하고, 자회사로 편입
- 2004년 9월 16일 : 하이커우 - 오사카 국제선에 일본항공과 항공편 코드셰어(좌석공유) 취항
- 2006년 9월 1일 : 브라질의 엠브라에르사 ERJ-145 50대, ERJ-195 50대, 총 27억 US 달러에 구매 계약 보도.
- 2007년 11월 30일 : 하이난 항공, 산서 항공, 장안 항공, 중국신화항공이 합병하여 다신화성항공(영어: Grand China Air)로 명칭을 변경했다.
- 2010년 6월 28일 : 하이난 항공 북방 총국을 톈진시에 설립

## 운항 노선
- 2015년 10월 현재 하이난 항공은 다음과 같은 노선을 운항하고 있다.

### 코드쉐어 협정
- 2024년 10월 현재 하이난 항공은 아래 항공사와 코드쉐어를 하고 있다.[3]

| - GX 항공 - S7 항공 (원월드) - 가루다 인도네시아 항공 (스카이팀) - 그랜드 차이나 에어 - 대한항공 (스카이팀) - 로시야 항공 - 베이징 캐피탈 항공 - 브뤼셀 항공 (스타얼라이언스) - 수파르나 항공 | - 아메리칸 항공 (원월드) - 에바 항공 (스타얼라이언스) - 에티하드 항공 - 웨스트 제트 - 유니 에어 - 제트블루 항공 - 톈진 항공 - 홍콩 항공 |

## 보유 기종
- 2020년 3월 기준으로 하이난 항공은 다음과 같은 기종을 보유하고 있으며 평균 기령은 5.7년이다.[6][7]

## 유니폼
중국 하이난성에 기반을 두고 있는 하이난 항공은 지난 2017년 디자이너 '로렌스 쉬'를 통해 새로운 유니폼을 공개하면서 큰 화제가 되었음.
당시 공개된 중국의 전통 의상인치파오를 바탕으로 흰색 바탕에 푸른색 계열의 무늬를 활용해 화려하면서도 아름답다는 평가를 받았음.

## 같이 보기
- 중화인민공화국의 교통

## 사진

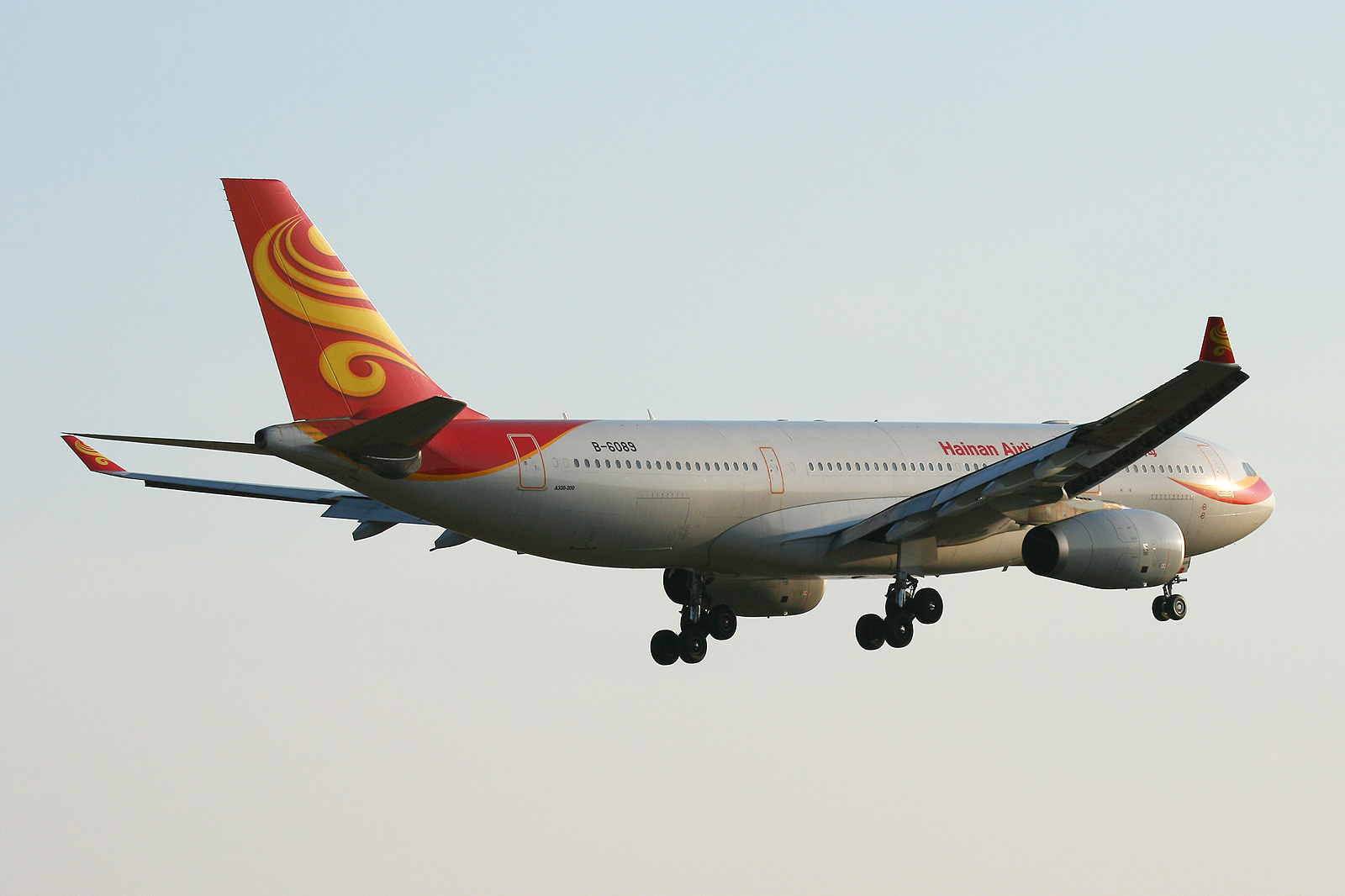
하이난 항공 소속 에어버스 A330-200 항공기
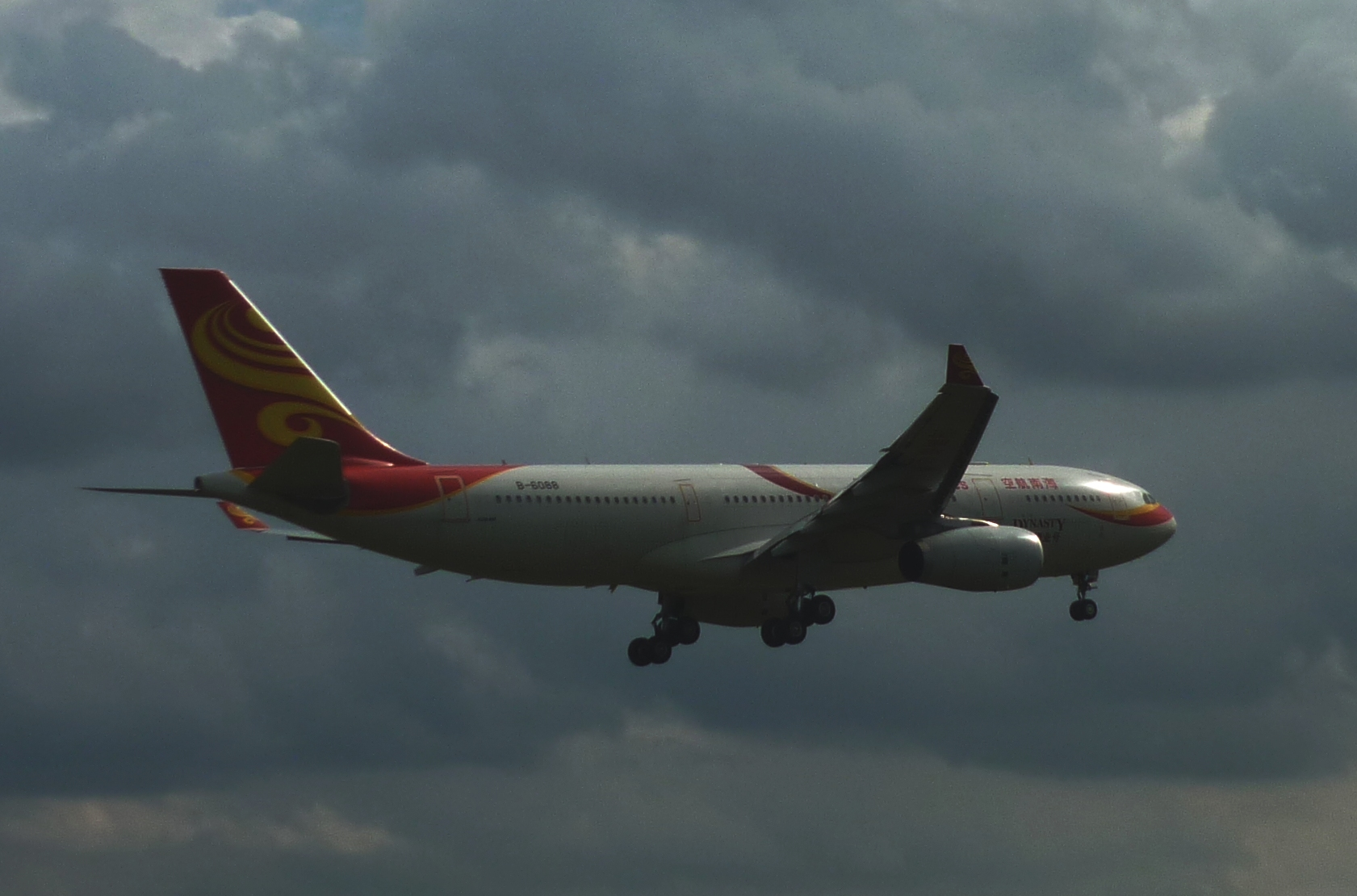
하이난 항공 소속 에어버스 A330-200 항공기
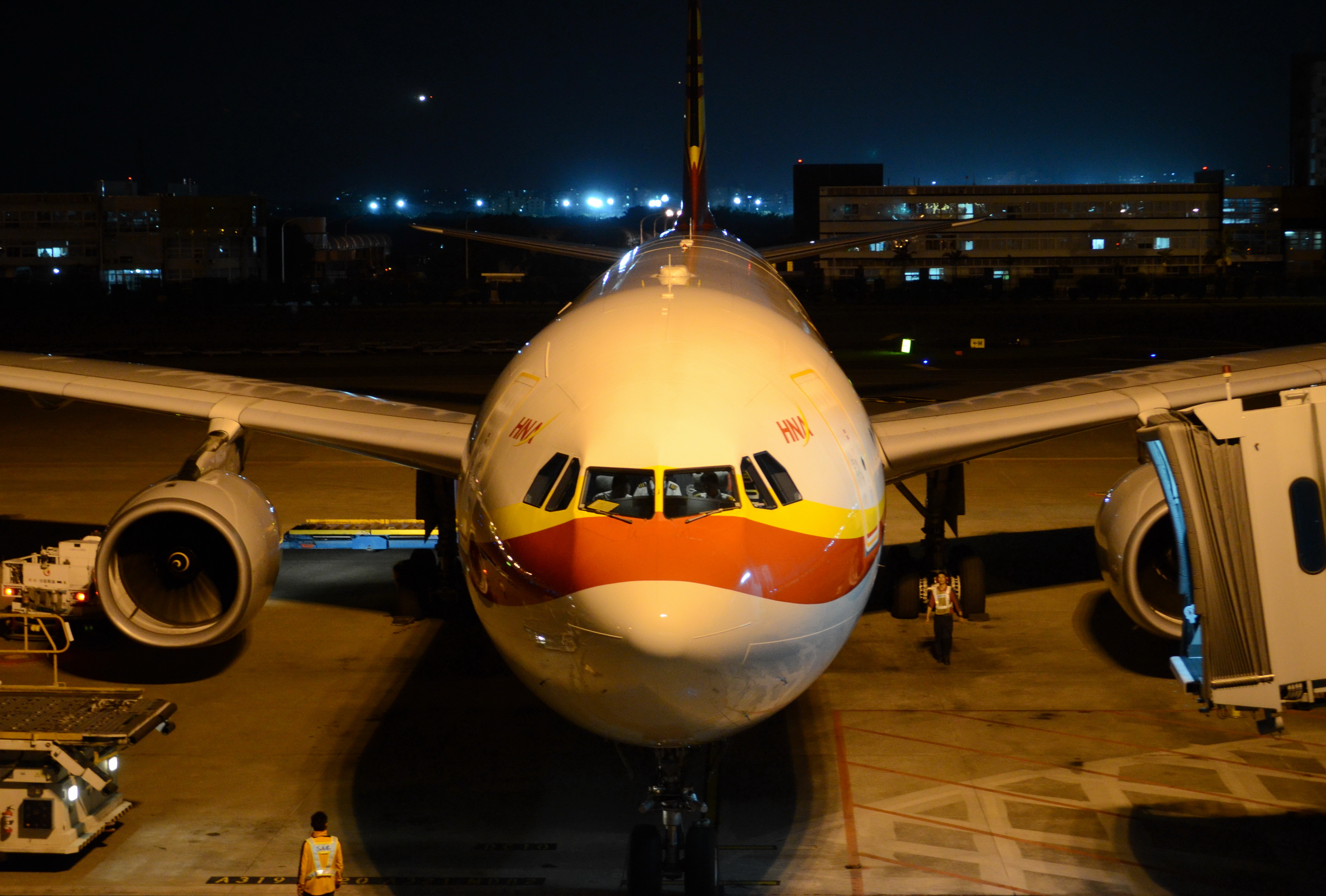
하이난 항공 소속 에어버스 A330-300 항공기
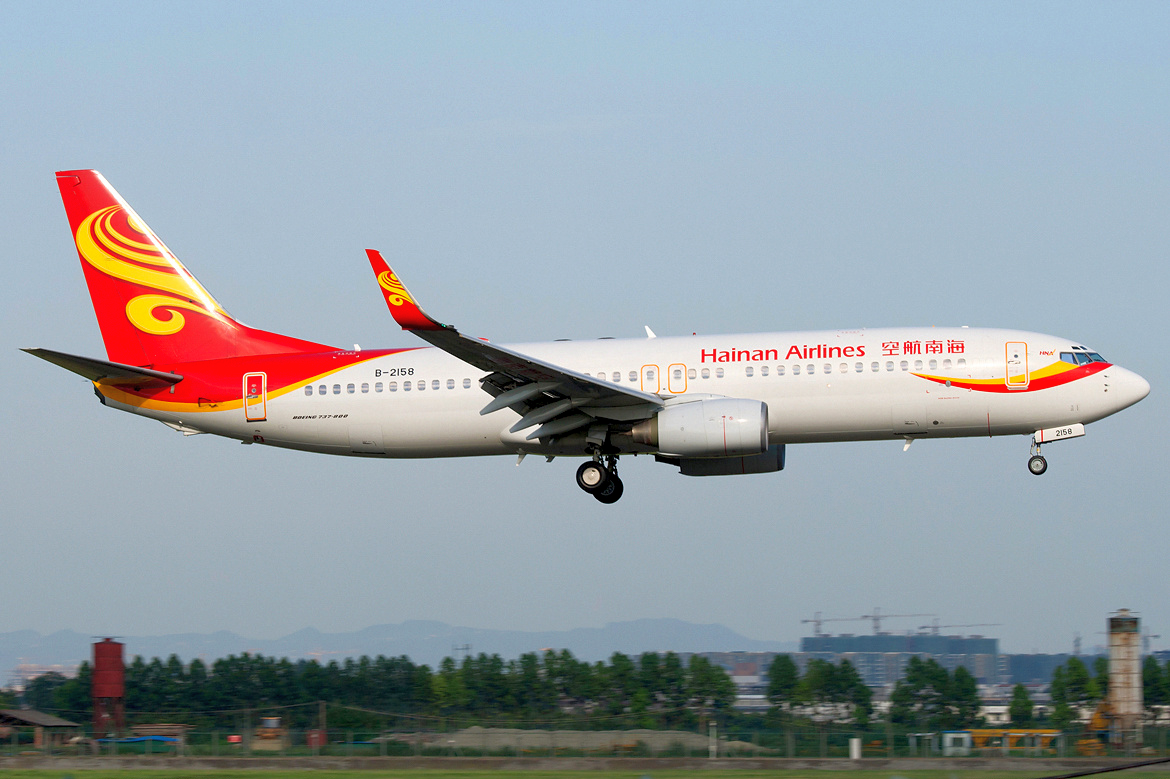
하이난 항공 소속 보잉 737-800 항공기
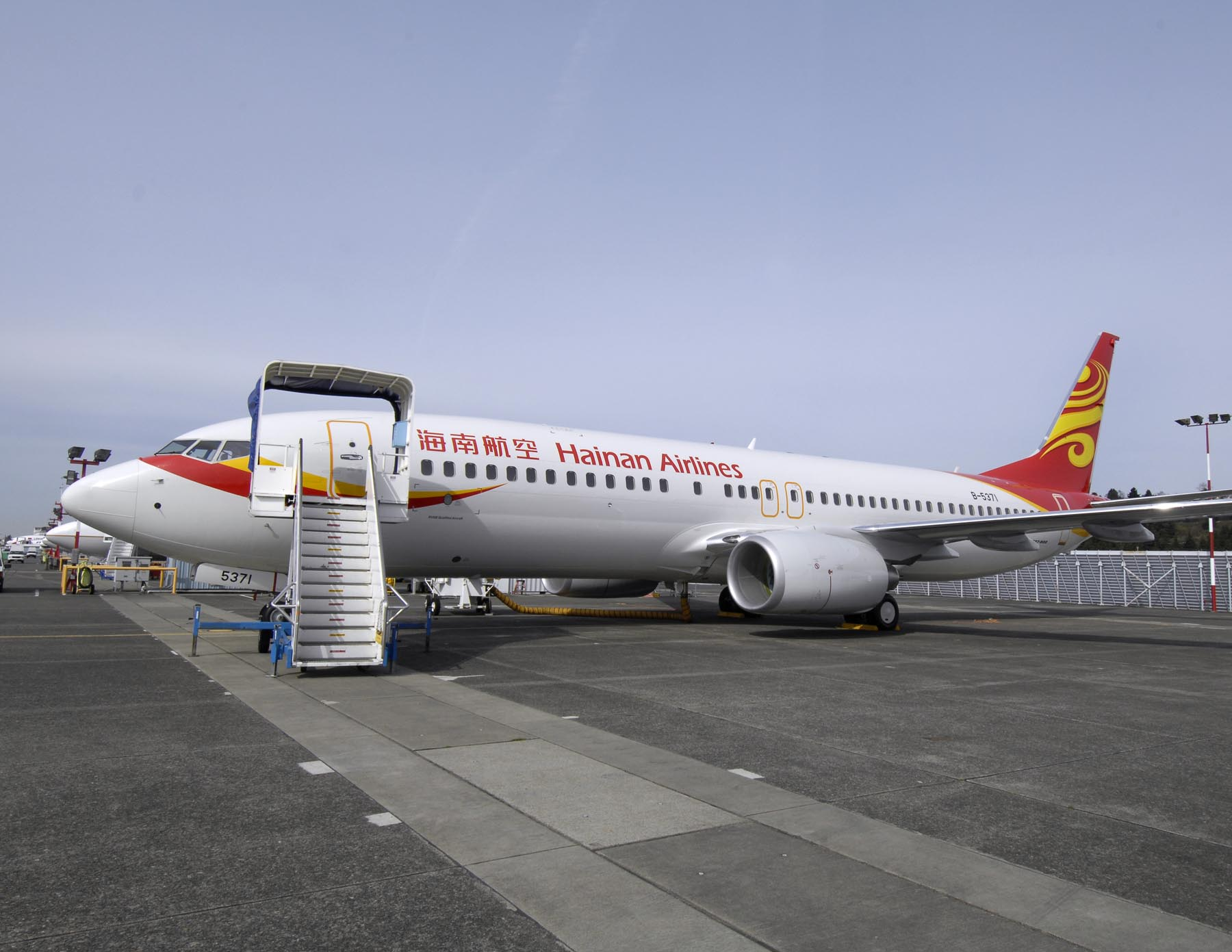
하이난 항공 소속 보잉 737-800 항공기